# Verena Formanek
Verena Formanek (* 1954 in Innsbruck) ist eine österreichische Designerin, Ausstellungs- und Sammlungskuratorin. Bis 2009 war sie Leiterin der Sammlungen im Museum für Gestaltung Zürich. Ab 2010 wirkte sie als Senior Manager der Abu Dhabi Tourism and Culture Authority für das von Frank Gehry geplante Guggenheim Abu Dhabi, dessen örtliche Eröffnung für 2017 vorgesehen war, dessen Bau jedoch Anfang 2016 noch nicht begonnen hatte.

## Leben
Verena Formanek studierte in Wien Produktgestaltung/Metall an der Universität für angewandte Kunst Wien. 1979 schloss sie ihr Studium mit Auszeichnung ab. Sie erhielt 1977 den Preis der Stadt Wien für den Entwurf des Johann-Nestroy-Rings (der Entwurf wurde verändert). Nach ihrem Studium gründete sie die Ateliergemeinschaft Knöllgasse 55 in Wien-Favoriten mit Erwin Wurm, Anna Heindl und Manfred Wakolbinger. Sie begann u. a. die Zusammenarbeit mit Helmut Lang. In der Folge zahlreiche gemeinsame Projekte (u. a. mit Jenny Holzer). 1980 gründete sie die ProduzentInnengalerie Galerie V&V gemeinsam mit Veronika Schwarzinger in Wien.

## Ausstellungen und Tätigkeiten in Wien
Das erste Gastkuratorium erfolgte 1988 für die Ausstellung Design Wien im MAK – Österreichisches Museum für angewandte Kunst (Wien)/Gegenwartskunst, Applied Arts. Danach folgt 1989 die Aufnahme als Kuratorin für Kommunikation, Design und Ausstellungen im MAK. In ihrer langjährigen Tätigkeit im MAK (1989–1996) initiierte sie den Forschungsauftrag für Österreichische Designer und gründete ein analoges Designarchiv. Dieses bildete die Grundlage für das MAK-Design-Infopool, die erste digitale Designbilddatenbank. Das MAK-Dip wird heute von Heidi Caltik geleitet und laufend aktualisiert.
In ihrer Funktion als Ausstellungskuratorin hat Formanek zahlreiche MAK-Ausstellungen im In- und Ausland mitentwickelt und betreut. Unter anderem folgende Projekte:
- Carlo Scarpa: die andere Stadt (1989)
- Max Peintner, Moskau (1991)
- Josef Hoffmann: zwischen Ornament und Verbrechen, New York (1992)
- Neuaufstellung der MAK-Schausammlung mit Jenny Holzer, Donald Judd, Franz Graf, Heimo Zobernig, Gangart und Barbara Bloom (1993)
- Rosemarie Trockel: Anima (1994)
- Hans Kupelwieser: Trans-Formation (1994)
- Sergei Bugaev Africa: Krimania (1995)
- Japan Today. Kunst, Fotografie, Design (1995)
- Kiki Kogelnig: Hangings (1995)
- Philipp Johnson: Turning Point (1996)
- Zyklus Medien, Apparate, Kunst- und Projektionsräume gemeinsam mit Birgit Flos
- Granular Synthesis NoiseGate-M6.

In den Jahren 1993 bis 1996 fungierte sie als Stellvertreterin des Direktors.

## Ausstellungen und Tätigkeiten in Basel
1996 erfolgte der Umzug nach Basel in die Fondation Beyeler, Riehen. Mitarbeit am Aufbau des Museums, das im Oktober 1997 eröffnet wurde. Formanek war Mitglied der Geschäftsleitung und stellvertretende künstlerische Leiterin. In dieser Funktion wurden Ausstellungsprojekte entwickelt wie:
- Jasper Johns: Werke aus dem Besitz des Künstlers
- Farben-Klänge, Wassily Kandinsky
- Roy Lichtenstein
- Magie der Bäume
- Face to Face
- Cézanne und die Moderne; Farbe > Licht
- Andy Warhol Series and singles
- Mark Rothko; Ornament und Abstraktion
- Your spiral view" Olafur Eliasson, 2002
- Anselm Kiefer – Die sieben Himmelspaläste 1973–2001
- Claude Monet... bis zum digitalen Impressionismus
- Ellsworth Kelly Werke 1956–2002
- Expressiv!

2004 erfolgte der Austritt aus dem Museum.

## Projekte und Realisierungen
Danach arbeitete Formanek international als freischaffende Kuratorin und war 2004 als Associate Assistant am Aufbau des "bof" beteiligt.
Als freischaffende Kuratorin präsentierte sie:
- Mono von Yvo Hartmann im Kunstraum Basel
- Luxuskunst im Museum Bellerive, Zürich
- 2005 Blicke auf Carmen im Universalmuseum Joanneum.

## Leitung der Sammlung im Museum für Gestaltung Zürich
Hauptaufgabe der Sammlungsleitung in Zürich war 2006 die Errichtung eines Kompetenzzentrums, in dem alle vier seit 1875 existierenden Sammlungen:
- Die Kunstgewerbesammlung
- Die Plakatsammlung
- Die Grafiksammlung
- Die Designsammlung

vereint wären.
Anlässlich der Ausstellung "Every Thing Design Die Sammlungen des Museums für Gestaltung Zürich"
erschien 2009 der erste gemeinsame Werkkatalog, gestaltet von Irma Boom. Der Umzug aller Sammlungen in das neugeplante Kompetenzzentrum wurde noch im gleichen Jahr gestoppt und die Leitung der Sammlungen bedingt durch ein Sparplansoll aufgehoben.